# Paul Westerweller von Anthoni
Paul Franz Wilhelm Adolf Westerweller, ab 1848 Westerweller von Anthoni, seit 1907 Freiherr Westerweller von Anthoni (* 29. Juni 1827 in Darmstadt; † 9. Juni 1912 ebenda) war ein preußischer General der Infanterie, langjähriger Generaladjutant des Großherzogs von Hessen und bei Rhein und Obersthofmarschall.

## Leben
Paul Westerweller war ein Sohn des Großherzoglich hessischen Oberst Ludwig Westerweller von Anthoni (1791–1874) und dessen Ehefrau Julie Maria Hofmann (1799–1876). Die Familie wurde am 22. Januar 1848 unter der Verleihung des Namens und des Wappens der Familie von Anthoni als „Westerweller von Anthoni“ in den erblichen Großherzoglich hessischen Adelsstand erhoben.
Westerweller trat 1846 in die Hessen-darmstädtische Armee ein, avancierte bis Ende Januar 1855 zum Oberleutnant im 2. Infanterie-Regiment „Großherzog“ und wurde Ende Mai 1859 in den Generalquartiermeisterstab versetzt. 1862 wurde er persönlicher Adjutant des Erbprinzen Ludwig von Hessen und bei Rhein. In dieser Funktion begleitete er ihn und dessen Gemahlin Alice auf ihren Reisen nach Großbritannien.
1866 wurde er zum Hauptmann befördert und betätigte sich im selben Jahr als Initiator und Mitbegründer des Darmstädter Bauvereins.
Im Deutsch-Französischen Krieg befand sich Westerweller 1870/71 beim Stab der Großherzoglich Hessischen Armee-Division, die unter dem Kommando des Erbprinzen Ludwig stand. Für sein Wirken wurde er mit dem Eisernen Kreuz II. Klasse und dem Militär-Verdienstkreuz ausgezeichnet. Nach Kriegsende trat Westerweller unter Belassung in seiner Stellung als persönlicher Adjutant des Prinzen Ludwig mit seinem Dienstgrad als Major aufgrund der Militärkonvention in den Verband der Preußischen Armee über. Nach seinem Regierungsantritt ernannte ihn Ludwig IV. 1877 zum Hofmarschall.
Am 18. März 1881 nahm Westerweller mit der hessischen Delegation an der Beisetzung des russischen Zaren Alexander II. in St. Petersburg teil.
In seiner Stellung als Generaladjutant des Großherzogs avancierte er bis zum Generalleutnant und erhielt am 27. April 1890 unter Verleihung des Charakters als General der Infanterie seinen Abschied aus der Armee. Als Obersthofmarschall gehörte Westerweller weiterhin zum engsten Kreis des Großherzoglichen Hauses. Ihm wurde am 1. Juli 1893 das Großkreuz des Ludewigs-Ordens verliehen und er erhielt im gleichen Jahr die Erlaubnis zur Annahme des Großkreuzes des Verdienstordens der Bayerischen Krone. Am 24. Dezember 1906 trat er in den Ruhestand und in Würdigung seiner längjährigen Verdienste erhob ihn Großherzog Ernst Ludwig am 12. Januar 1907 in den erblichen Großherzoglich hessischen Freiherrnstand.

### Familie
Am 18. Oktober 1864 heiratete er Anna Gräfin von Seinsheim (1831–1925), Schlüsseldame der Großherzogin Alice und Tochter des August von Seinsheim. Aus der Ehe ging der Oberst August Westerweller von Anthoni (1865–1944) und die Tochter Marie (1869–1945) hervor, die 1889 Joseph von Biegeleben (1862–1941) heiratete.

## Orden und Ehrenzeichen
- 1877: Orden vom Zähringer Löwen[10]
- 1881: Großkreuz des Albrechts-Ordens[11]
- 1881: russischer Sankt-Stanislaus-Orden I. Klasse
- 1885: Bayerischer Orden vom Heiligen Michael Ritter I. Klasse Großkreuz[12]
- 1886: Großkreuz mit Schwertern des Verdienstordens Philipps des Großmütigen
- 1889: Kronenorden I. Klasse
- 1890: Großherzoglich hessische Verdienstmedaille für Wissenschaft, Kunst, Industrie und Landwirtschaft
- 1903: Großkreuz des griechischen Erlöser-Ordens
- 1905: Erinnerungszeichens an die zweite Hochzeit Großherzog Ernst Ludwigs